# Frauenbildung

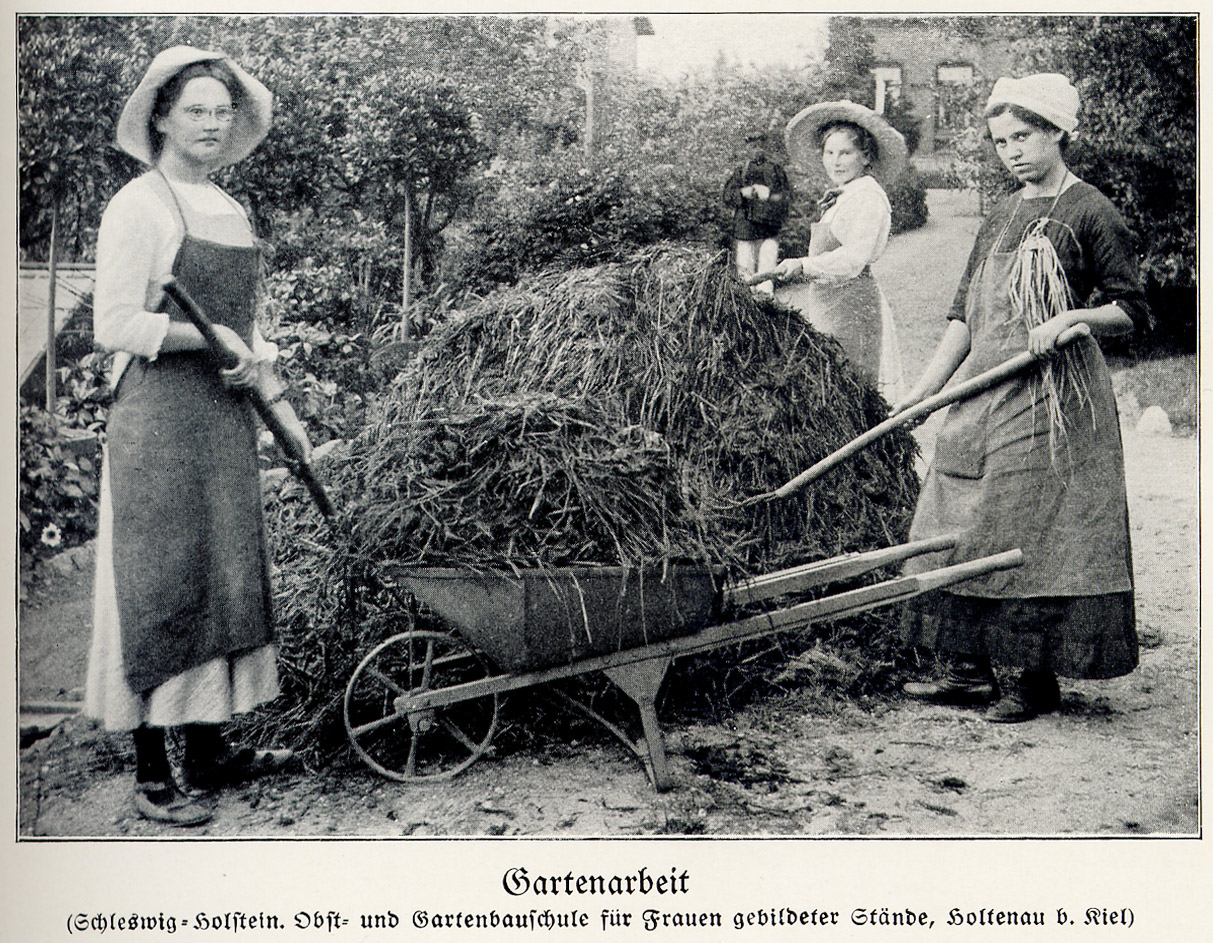
Drei Frauen „gebildeter Stände“ in der Gartenbauschule Kiel-Holtenau (um 1900)

Frauenbildung bezeichnet im weitesten Sinne jede Form der höheren Bildung, die Frauen zugänglich ist. In einem engeren Sinne bezeichnet Frauenbildung spezielle Förderungsmaßnahmen für Frauen innerhalb des allgemeinen Bildungswesens, wie sie sich seit dem Ende des 19. Jahrhunderts entwickelt haben.

## Geschichte der Mädchen- und Frauenbildung

### Mittelalter und frühe Neuzeit

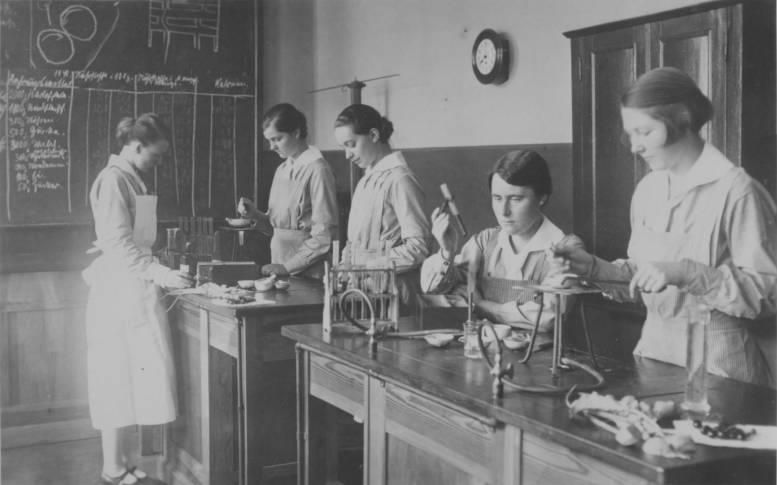
Chemieunterricht an einer der Reifensteiner Schulen in Maidhof 1926

Im Mittelalter boten Frauenklöster meist die einzigen  Möglichkeiten der Bildung für Mädchen. Diese bestanden meist nur aus   Lesen, Singen, weiblichen Arbeiten und religiöser Unterweisung. Töchter aus Fürstenhäusern und hochadligen  Familien wurden an Höfen auf ihre spätere  Rolle vorbereitet.
Spätestens seit dem 14. Jahrhundert gab es in einigen größeren Städten im süddeutschen Raum und in der Schweiz Mädchenschulen (Maidlinschulen) mit ähnlichen Lehrinhalten.
Seit dem 16. Jahrhundert wurden in vielen  protestantischen Städten solche Mädchenschulen eingerichtet oder sie konnten gemischte Schulen besuchen.
In den katholischen Gebieten übernahmen die neu gegründeten  Frauenorden der  Ursulinen, Katharinerinnen und Englischen Fräulein  diese Aufgaben. Alle diese Schulen boten als Lehrinhalte weiterhin Lesen, religiöse Unterweisung und weibliche Arbeiten, manchmal auch Schreiben und Rechnen.
Seit 1698 gab es die ersten Höheren Mädchenschulen, die ein etwas breiteres Wissen vermittelten, zuerst das Gynaeceum des Bildungsreformers August Hermann Francke in Halle, dann in einigen weiteren Städten, auch mehrere durch den Orden der Englischen Fräulein. Diese bereiteten die Mädchen aber weiter vor allem auf ihre Rolle als Hausfrau, Mutter und Ehefrau vor.

### 19. Jahrhundert (Deutschsprachiger Raum)

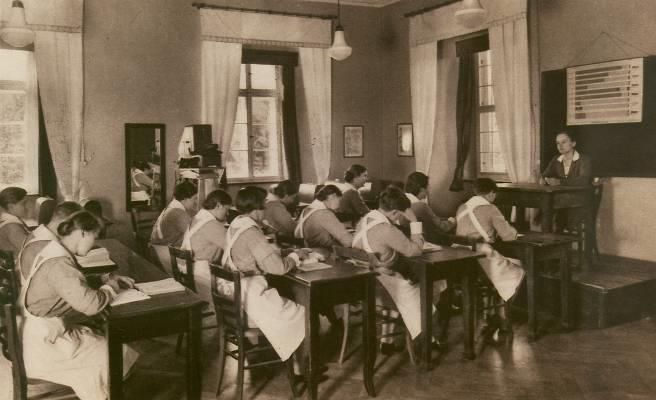
Unterricht bei der Reifensteiner Schule Beinrode in den 1930er Jahren

Der Bildungsweg der Mädchen war kurz. Selbst in privilegierten Schichten, d. h. in (groß)bürgerlichen und adligen Kreisen, endete er meist mit einer sogenannten „Höheren Töchterschule“, bei der weiterhin die Erziehung „gefälliger Gattinnen“ und „geschickter und züchtiger Hausfrauen“ im Vordergrund standen. Zieses Ziel verfolgte auch die Haustochter. In einigen Familien des Adels und des Großbürgertums wurde die Erziehung auch durch Gouvernanten übernommen.
Seit  1848 entstanden erste Vereine, die sich für bessere Ausbildungsmöglichkeiten für Mädchen auch im Berufsleben einsetzten, zuerst durch Luise Otto in Leipzig und den Letteverein in Berlin. In den nächsten Jahren entstanden die ersten Gewerbeschulen für Frauen. In dieser Zeit war Frauenbewegung vor allem Frauenbildungsbewegung.
Eine weitere Möglichkeit der Fortbildung bestand im Besuch eines Lehrerinnenseminars, das sie zur Unterrichtstätigkeit an Elementarschulen oder Höheren Töchterschulen befähigte. Manchmal wurden Mädchen auch an Stelle oder nach der höheren Töchterschule in ein Mädchenpensionat geschicht, teilweise auch ins Ausland. Für Mädchen aus unterprivilegierten Schichten endete der Bildungsweg im Allgemeinen mit der „Einsegnung“ zu Konfirmation bzw. Firmung im 13. oder 14. Lebensjahr. Danach gingen die Mädchen meist als Hausmädchen oder Mägde in fremde Haushalte oder heirateten umgehend, zunehmend wichtig wurde auch die Industriearbeit, was zeitgenössisch eher als Problem gesehen wurde.
Die ländliche Frauenbildung (bzw. deren Mängel) galt bereits im Kaiserreich schon länger als Problemfeld und war ein wichtiges Thema der frühen adeligen und bürgerlichen Frauenbewegung. Noch beim Deutschen Frauenkongress in Berlin 1912 wurde eine mangelhafte Vorbildung der Landfrauen auch als wirtschaftliches Problem und Ursache für Rückständigkeit der Landwirtschaft in Deutschland beklagt.
Joachim Kramer nannte 1913 Reformansätze zum ländlich-hauswirtschaftlichen Bildungswesen. Bereits in den 1870er Jahren hatten einige Frauenvereine sogenannte Haushaltungsanstalten eingerichtet. Der 1859 von Großherzogin Louise mitbegründete Badische Frauenverein galt in der Beziehung als bahnbrechend. 1886 wurde in Pforzheim eine erste Haushaltungsschule eingerichtet. Eine, erstmals die berufliche Bildung von Frauen fördernde Maßnahme war bereits 1863 durch den Polytechnischen Zentralverein in Würzburg erfolgt, der einen Buchführungskurs für Frauen und Töchter von Gewerbetreibenden einrichtete.
Eine wichtige Pionierin war Ida von Kortzfleisch. 1894 veröffentlichte sie eine Denkschrift unter dem Titel Die Weibliche Dienstpflicht in der wirthschaftlichen Frauenhochschule in der Tageszeitung Tägliche Rundschau. Sie reagierte damit auf eine Artikelserie des Schriftstellers Otto Leixner zur Frauenfrage in Deutschland, der die politische Streberei, den falschen Bildungsbegriff der Weiberrechtlerinnen und deren angebliche zunehmende Vaterlandslosigkeit angegriffen hatte. Die Denkschrift und die Kontroverse war grundlegend für die Gründung der wirtschaftlichen Frauenschulen (vgl. Reifensteiner Schulen). Von Kortzfleisch beabsichtigte mit den wirtschaftlichen Frauenschulen, ein bisher nicht vorhandenes höheres Bildungswesen für junge Frauen auf dem Land aufzubauen und dies (durchaus erfolgreich) auch breiter gesellschaftlich zu begründen. Die Reifensteiner Schulen ermöglichten eine Zulassung als Hauswirtschaftslehrerin, sie vermittelten aber ebenso eine Reihe von neuen Berufsbildern, etwa bei der Gutsverwaltung, der sozialen Arbeit wie der Landpflege. Der Verband der Reifensteiner Schulen trat zudem als Stellenvermittlung wie als berufsständisches Netzwerk auf.

### Rolle der Frauenbewegung in Deutschland
Erst gegen Ende des 19. Jahrhunderts, als eine höhere Bildung für Frauen in der Frauenbewegung als Instrument des Kampfes um die bürgerliche Gleichstellung begriffen wurde, entstanden regional vermehrt sogenannte „Frauenbildungsvereine“, die nicht nur für die Einräumung höherer Bildungschancen für Frauen kämpften, sondern auch gegen die  Argumente, wie sie sich z. B. in einer amtlichen Verlautbarung von 1872 zeigten:
Es gilt, dem Weibe eine der Geistesbildung des Mannes in der Allgemeinheit der Art und der Interessen ebenbürtige Bildung zu ermöglichen, damit der deutsche Mann nicht durch die geistige Kurzsichtigkeit und Engherzigkeit seiner Frau an dem häuslichen Herde gelangweilt und in seiner Hingabe an höhere Interessen gelähmt werde, daß ihm vielmehr das Weib mit Verständnis dieser Interessen und der Wärme des Gefühles für dieselben zur Seite stehe.
Auf ihre Initiative hin entstanden neue Ausbildungsmöglichkeiten für junge Frauen wie etwa spezielle „Gymnasialkurse“ für Mädchen. Die Träger solcher Weiterbildungskurse waren wiederum private Institute und standen somit nur den Töchtern wohlhabender Familien offen. Das erste deutsche Mädchengymnasium wurde 1893 vom Verein „Frauenbildungs-Reform“ in Karlsruhe eröffnet. Obwohl Gymnasialkurse und Mädchengymnasien als Vorbereitung auf ein Universitätsstudium gestaltet waren, verstand sich die anschließende Aufnahme an einer deutschen Universität nicht von selbst. Das Frauenstudium setzte sich nur zögerlich und deutschlandweit erst nach dem Ersten Weltkrieg durch.
In der ersten Hälfte des 20. Jahrhunderts fand in der alten Bundesrepublik die Gymnasialbildung der Mädchen und Jungen ausschließlich in getrennten Einrichtungen statt, für Mädchen in sogenannten „Lyzeen“. Eine Trennung nach Geschlecht war auch noch in den 1950er und 1960er Jahren überwiegend der Fall. Allerdings setzte sich zwischen 1950 und 1980 allmählich die Koedukation durch, Mädchengymnasien starben jedoch nicht aus. Gegen Ende des 20. Jahrhunderts gab es immer wieder Debatten, ob eine nach Geschlechtern getrennte Schulausbildung nicht vielleicht der bessere Weg sei, da man hier auf geschlechtsspezifische Fähigkeiten und Entwicklungsphasen besser eingehen könne. Das einst prekäre Gut der Chancengleichheit und Gleichstellung in Bildungsfragen schien grundsätzlich gesichert, pädagogische Fragen der bestmöglichen und also auch geschlechtsspezifischen Förderung traten nun verstärkt in den Vordergrund.

## Moderne Frauenförderung
Durch die Anfänge der höheren Frauenbildung in privaten Initiativen und sogenannten Frauenbildungsvereinen etablierten sich neben der allgemeinen Verbesserung der weiblichen Bildungschancen im öffentlichen Schulwesen auch weiterhin auf Frauen spezialisierte Förderungsinitiativen im Rahmen der Erwachsenenbildung, wie sie vor allem in Form von Volkshochschulkursen und Zusatzangeboten zur beruflichen Qualifikation weiterleben.

### Entwicklung
So entstanden im Zuge der „Neuen Frauenbewegung“ seit den 1960er Jahren erneut selbstorganisierte Frauengruppen, die Frauen in die Lage versetzen wollten, sich gegen Benachteiligungen in allen gesellschaftlichen Bereichen zu wehren. Aus diesen Gesprächskreisen entwickelten sich in einigen Fällen autonome Frauenbildungswerke, die ab den 1980er Jahren teilweise in anerkannte Träger der Erwachsenenbildung umgewandelt wurden. Heute gibt es nur eine geringe Anzahl von Bildungswerken, deren Adressaten ausschließlich Frauen sind. Einige davon, aber nicht alle, sind der feministisch-lesbischen Szene zuzuordnen.
Gleichzeitig fand ab den 1970er Jahren Frauenbildungsarbeit Eingang in die offizielle Erwachsenenbildung und entwickelte sich dort mit eigenen Angeboten für Frauen und ansatzweise einer eigenen Methodik und Didaktik. Durch Förderprogramme der Länder (z. B. Niedersachsen, Frauenmodellkurse) oder der Europäischen Union (Maßnahmen der beruflichen Integration nach dem ESF) wurde die Frauenbildungsarbeit vor allem ab Anfang der 1990er in der Erwachsenenbildung weiterentwickelt. Die Zahl der Angebote von und für Frauen zeigte einen vorübergehenden Anstieg und konzeptionelle Überlegungen zur Berücksichtigung der Bedürfnisse von Frauen in gemischtgeschlechtlichen Kursen fanden Eingang in die Förderanträge von Maßnahmen.
Angebote der modernen Frauenerwachsenenbildung sind beispielsweise Fortbildungen für Berufsrückkehrerinnen, Führungsfrauen, Mütter oder Tagesmütter. Befragungen zeigen allerdings, dass Frauen – v. a. höher qualifizierte – Frauenkursen ambivalent gegenüberstehen. Diese Einstellung mag zum Teil der Geringbewertung traditioneller Frauenbildung als Bildung frauentypischer Eigenschaften wie Häuslichkeit, Anpassungsfähigkeit usw. geschuldet sein. Ausschlaggebender aber ist wohl der Vorbehalt dagegen, Frauen als eine gesellschaftliche Sondergruppe zu behandeln, die gewissermaßen besonderer „Nachhilfe“ bedarf. Im Sinne des Gender-Mainstreamings bemüht man sich deshalb vermehrt darum, statt frauenspezifische Bildungsprogramme anzubieten besser frauenspezifische Gesichtspunkte in allen Hauptprogrammen und Regelangeboten zu berücksichtigen und so etwaige geschlechterrollenbedingte Nachteile im allgemeinen Bildungswesen auszugleichen.

### Geschlechtsspezifisches Lernverhalten und Situationsbedingungen
Die neuere Gender-Forschung hat allerdings gezeigt, dass es geschlechtsbezogene/stereotype Unterschiede des Lernverhaltens gibt. So wird beispielsweise beobachtet, dass Frauen sich in Kursen häufiger trauen Fragen zu stellen als Männer; dass Frauen – in gleichgeschlechtlichen Gruppen – eher ganzheitliche Lernansätze bevorzugen, die sowohl emotionale wie rationale Aspekte zusammenführen; dass sie eine eher kooperative Arbeitsweise und unterstützende Argumentationskultur pflegen und im Bewusstsein von Interdependenz, Einfühlungsvermögen, Unterstützung von Schwächeren agieren; und dass sie in der Lage sind, auch Defizite und eigene Mängel zuzugeben.
Zu diesen Unterschieden im Lernverhalten der Geschlechter kommt die besondere Situation der Frauen zwischen Haushalt, Familie, Kindern, Partner, Beruf und Selbstverwirklichung. Solche Doppelt- und Mehrfachbelastungen stellen oft ein großes Hindernis bei der beruflichen Tätigkeiten, Weiterbildung und dem Verwirklichen von Karrierechancen dar, das in gemischtgeschlechtlichen Gruppen kaum berücksichtigt wird. Biografische Entwürfe von Identität an der Schnittstelle von verschiedenen institutionalisierten Anforderungen und inmitten gesellschaftlicher Wandlungsprozesse sind daher zu einem Schwerpunkt frauenspezifischer Bildungsangebote geworden. Erfahrungen aus der Bildungsarbeit mit Frauen zeigen, dass Frauen unter sich ihre Probleme sehr schnell und offen thematisieren, während sie in gemischten Gruppen ebenso schnell in die gewohnten Verhaltensweisen der Zurückhaltung, verbalen Unterstützung anderer, Zulieferpositionen, Weisungsbezogenheit und Zurücknahme der eigenen Positionen verfallen.

### Zum gegenwärtigen Stand
Die Vielgestaltigkeit der Ansätze und Angebote in der Bildungsarbeit mit Frauen sowie ihre Rückläufigkeit in den letzten Jahren spiegelt die verschiedenen historischen Strömungen und gegenläufigen Tendenzen in der Frauenbewegung wider. Allgemeine Aussagen über eine wirksame Frauenförderung und Frauenbildung lassen sich kaum machen. Selbst die zeitweilig hochgelobten Schlüsselqualifikationen, die Frauen in der Familienphase erwerben und die in der modernen Arbeitswelt erforderlich sein sollen, stehen schon wieder im Verdacht 'weicher' Qualitäten, die bestenfalls zur Verbesserung des Arbeitsklimas in männlich dominierten Berufen, aber nicht zur Verbesserung der Chancen von Frauen, in Führungspositionen aufzusteigen, führen. Verbesserte Ausbildung und Weiterbildung hat bisher noch nicht zu einer wesentlichen Veränderung der Verteilung der Berufswahl, Einkommen, von Aufstiegschancen und Führungspositionen geführt. Selbst verordnete Quotenregelungen bringen nur zäh Veränderungen im Status quo der Arbeitswelt.